# そりゃそうだ
『そりゃそうだ』は100sの5枚目のシングルである。2009年3月18日発売。

## 解説
- アルバム『ALL!!!!!!』より約2年ぶりのシングル。
- CD+DVDとCDのみの2形態での発売となった。DVDには表題曲のPVを収録。
- PVにはお笑いコンビ、ジパング上陸作戦（現:チャド・マレーン）のボケ担当、チャド・マレーンが出演。監督は映画監督の横浜聡子が担当。

## 収録曲
1. そりゃそうだ (4:03)
（作詞・作曲：中村一義　編曲：100s）
映画『ウルトラミラクルラブストーリー』エンディング・テーマ
2. ミス・ピーチ! (3:59)
（作詞：中村一義　作曲：池田貴史　編曲：100s）